# Praia de Hác Sá
A Praia de Hác Sá ou Hác-Sá (chinês tradicional: 黑沙海灘, chinês simplificado: 黑沙海滩, pinyin: Hēishā Hǎitān, Jyutping: Hak1saa1 hoi2taan1) é a maior praia natural da Região Administrativa Especial de Macau (RAEM) na República Popular da China (RPC). Está situada no lado sudeste da ilha de Coloane.

## Nome
O nome "Hác Sá", é uma tradução do cantonês 黑沙, que literalmente significa "areia preta". No entanto, para evitar que a praia desapareça devido à erosão, o governo da Região Administrativa Especial de Macau reabasteceu a praia com areia amarela artificial.